# Fred Gallagher

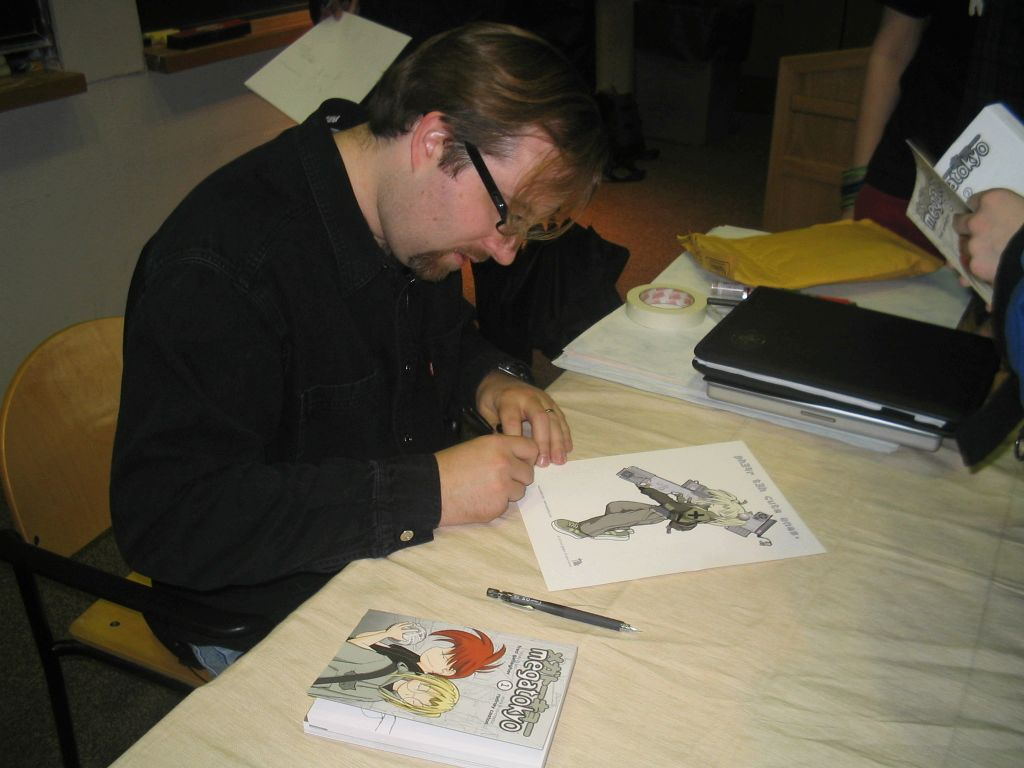
Fred Gallagher, 2004

Fred Gallagher (ur. 1969) – amerykański rysownik.
Jest z wykształcenia architektem. Zasłynął jako współautor komiksu internetowego Megatokyo. Tworzył go wspólnie z Rodneyem Castonem; po odejściu Rodneya Castona w 2002 uzyskał prawa do domeny megatokyo.com i zaczął robić komiks sam. Fani nazywają go manga-ka (japońskie określenie na twórcę komiksów). Nie lubi on jednak tego tytułu, ponieważ uważa, że jest za mało uzdolniony by go otrzymać.

## Projekty

### Envelop(e)
Wczesny komiks Freda z roku 1999. Autor mówi o nim: „Poprzez narysowaną historię Envelop(e) opowiada historię, tego jak zamienione koperty i listy miłosne wywołują problemy wśród przyjaciół z dzieciństwa, którzy nigdy wcześniej nie rozumieli jak wiele dla siebie znaczą”.

### Warmth
Gallagher opisuje ten komiks jako poważniejszą historię miłosną niż Megatokyo.